# Comuna Nîvîți, Radehiv
Nîvîți (în ucraineană Нивиці) este o comună în raionul Radehiv, regiunea Liov, Ucraina, formată din satele Nîvîți (reședința), Pustelnîkî, Starîi Maidan și Triițea.

## Demografie
Componența lingvistică a comunei Nîvîți
     Ucraineană (99,93%)
Conform recensământului din 2001, majoritatea populației comunei Nîvîți era vorbitoare de ucraineană (99,93%), existând în minoritate și vorbitori de alte limbi.